# Triphosa multilinearia
Triphosa multilinearia là một loài bướm đêm trong họ Geometridae.